# Catástrofe de Courrières

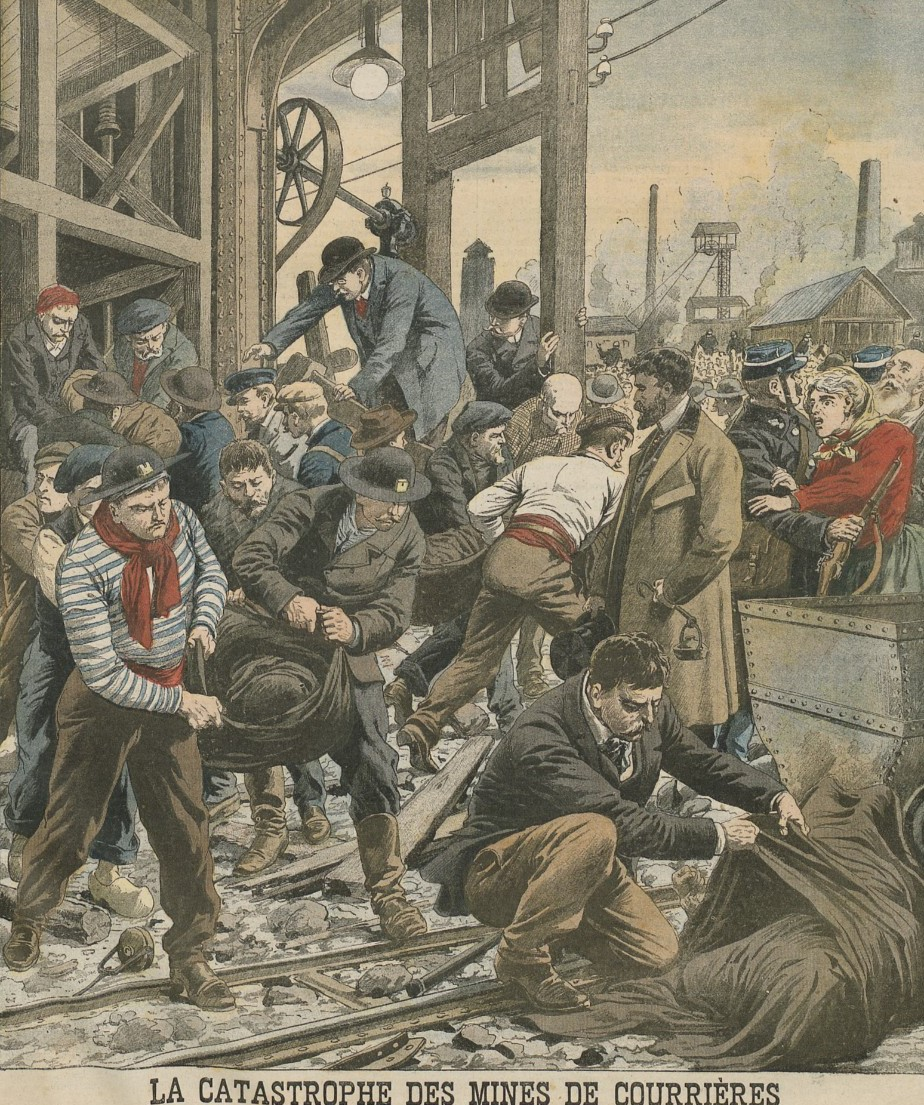
Imagen y titular de: Le petit Journal (26 de marzo de 1906).

La catástrofe de Courrières es el peor accidente minero registrado en Europa, que provocó la muerte de 1.099 mineros (incluyendo muchos niños) en el norte de Francia, el 10 de marzo de 1906. Al parecer sólo superado por la tragedia ocurrida en China, en la mina de carbón Benxihu, ocurrida el 26 de abril de 1942, en la que murieron 1.549 mineros.
Fue una explosión causada por la ignición de polvo de carbón cuya causa no fue conocida, y que devastó totalmente la mina. Courrières era el nombre  de la compañía que explotaba la mina, cuya denominación completa era Compagnie des mines de houille de Courrières (Compañía de minas de hulla de Courrières) -fundada en 1852- localizada entre los pueblos de Méricourt (404 muertos), Sallaumines (304 muertos), Billy-Montigny (114 muertos) y Noyelles-sous-Lens (102 muertos), cerca de 2 kilómetros al este de Lens, en el departamento de Paso de Calais, y a unos 220 km de París.
Los pozos de la compañía databan de la época del segundo imperio, y tenían importantes túneles de hulla; el trabajo de extracción se efectuaba a una profundidad de entre 326 y 340 metros.
Una gran explosión -extremadamente violenta- se escuchó a las 6:34 de la mañana del sábado 10 de marzo de 1906. Una jaula del elevador subterráneo del túnel 3 salió proyectada por los aires, dañando las obras de bocamina; ventanas y techos fueron derribados en superficie. Una jaula del túnel 4 fue extraída conteniendo sólo muertos y víctimas inconscientes.
Contrariamente a lo que siempre se ha pensado, el incendio que se desató los días precedentes no sería la causa directa que contribuyó a degradar las condiciones de trabajo al fondo (gases tóxicos) y aumentaron la mortalidad; en efecto, se había descubierto fuego en uno de los túneles de Méricourt. Los ingenieros y jefes decidieron edificar barreras para sofocarlo. Pierre Simon, un delegado minero, solicitó que nadie descendiese hasta que el fuego se hubiera extinguido, pero su advertencia no se tuvo en cuenta.

## Informe de víctimas y polémica sobre el auxilio
El accidente dio una cifra oficial de 1.099 víctimas, de los cerca de 1.800 mineros que se encontraban ahí aquel día, pero el número real fue probablemente superior en razón de la presencia de trabajadores "irregulares", cuyos decesos no fueron imputados a este accidente. Además, la mayor parte de los obreros murieron asfixiados o quemados por las ráfagas ardientes de gas tóxico. Solamente 576 mineros consiguieron escapar de la catástrofe. Al informe debe añadirse aún la muerte de al menos 16 rescatistas que intervinieron bajo precarias condiciones de higiene y seguridad.
La polémica quiso que el gran número de víctimas se debiese en gran parte a la obstinación de la compañía minera, que continuó las labores de explotación aun cuando al fondo un incendio no había sido apagado todavía, y a que los humos y gas tóxico aún ocupaban las galerías. Tal vez el número de muertos habría sido menor si las búsquedas no se hubiesen detenido al tercer día de ocurrido el incidente y si una parte de la mina no hubiese sido tapiada con un muro, para sofocar el incendio y preservar el yacimiento. La gestión de la crisis por parte de la compañía fue particularmente sufrida por los mineros y por sus familias. La compañía fue acusada de haber ignorado la seguridad de los mineros, a costa de proteger la infraestructura, en particular al tomar la decisión de amurallar las galerías y de invertir el flujo de ventilación de aire para extraer el humo y sofocar el incendio en lugar de ayudar facilitando el trabajo de los rescatistas enviándoles aire fresco. Además, los tres primeros días, los cuerpos extraídos de la mina no fueron presentados a sus familias para ser identificados. Cuando fue posible no se abrió más que un solo día: las familias debían así pasar un día delante de los mil cuerpos para identificar a su familiar. Ningún responsable de la mina, ni funcionario alguno, dio información a los familiares.

## Supervivientes
El 30 de marzo, veinte días después de la explosión, trece "rescapés"(supervivientes), lograron por medios propios salir a la superficie, después de haber vagado kilómetros, dentro de la oscuridad total, comiendo lo que encontraban -comida de los mineros- y sacrificando a un caballo. Un decimocuarto superviviente fue hallado el 4 de abril, gracias a la ayuda de un equipo de socorristas portugueses que se ofrecieron espontáneamente para ayudar y portaban los aparatos respiradores que hacían falta a las compañías mineras locales. Es preciso subrayar que cuando los rescatadores alemanes llegaron, las búsquedas ya habían sido abandonadas, además de que fueron recibidos con hostilidad debido a la crisis franco-alemana en Marruecos.
«El último sobreviviente de los 14 "rescapés" se llamaba Honoré Couplet y falleció en 1977, a la edad de 91 años. De entre los supervivientes, dos de ellos continuaron trabajando en la mina por espacio de 42 y 45 años, ya que era su único modo de subsistencia».

## Repercusión político-social
La conmoción que siguió a la polémica sobre la gestión del auxilio fue el origen de un gran movimiento de huelga. El 13 de marzo, tras las exequias de las primeras víctimas, en la fosa común de Billy-Montigny, bajo una tormenta de nieve, en presencia de 15.000 personas, el director de la compañía fue recibido con abucheos y gritos de "¡asesino!" y tuvo que marcharse rápidamente. La multitud gritó "¡Viva la revolución! ¡viva la huelga!". Al día siguiente, los mineros rehusaron regresar al interior de la mina. Los sindicatos convocaron a una huelga. El movimiento se extendió a todos los pozos mineros de Francia e incluso a Borinage (Bélgica). El 16 de marzo, 25.000 obreros se declararon en huelga, cifra que ascendió a 60.000. Los incidentes se multiplicaron entre los huelguistas y quienes no lo eran, pero también se desató una pugna entre los partidarios del "Sindicato Viejo", dirigido por Émile Basly, y el "Sindicato Joven", afiliado a la CGT y dirigido por Benoît Brotchoux. Frente a los mineros encolerizados, George Clemenceau, entonces ministro del interior, movilizó 30.000 oficiales y soldados y envió trece trenes con militares. Hubo numerosas detenciones.

## Conmemoración

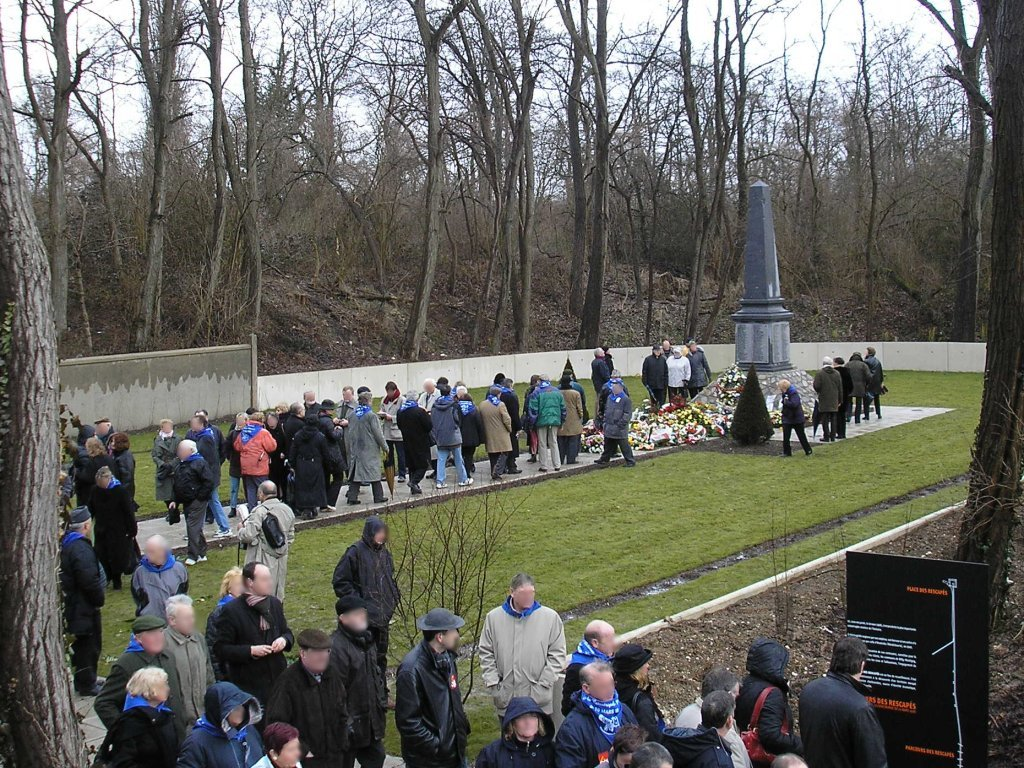
La necrópolis (el « silo ») de Méricourt

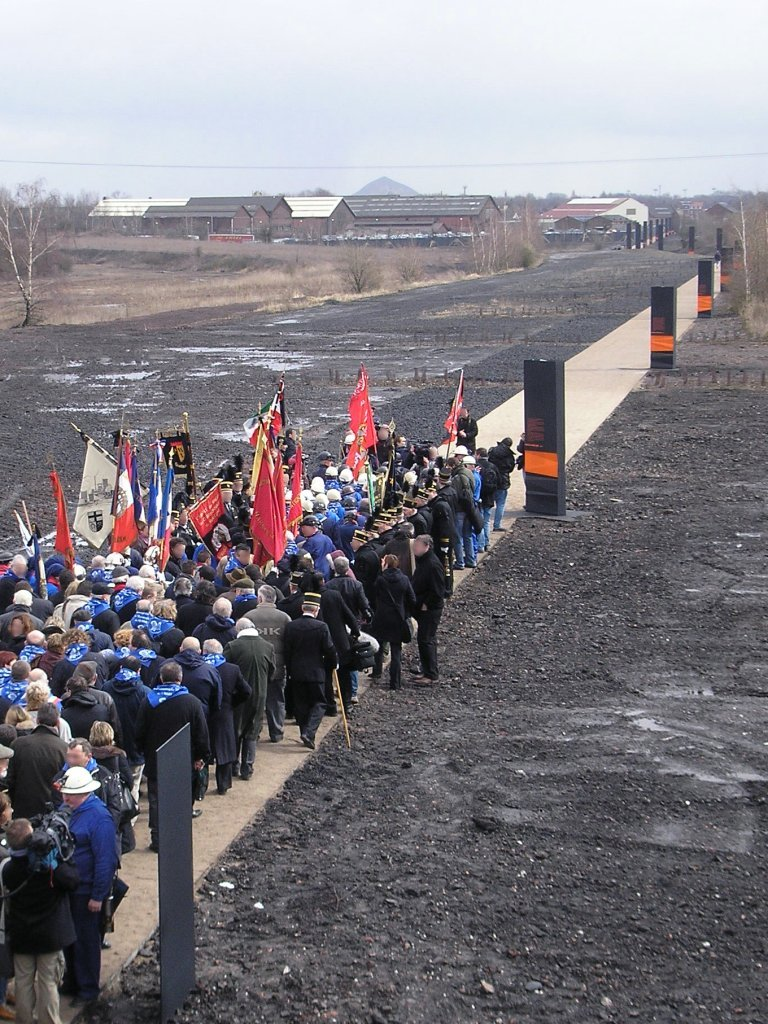
Inauguración de la «travesía de los rescapés» hacia la fosa 2 de Billy-Montigny.

La necrópolis de Méricourt abriga dentro de una fosa común (el "silo") los cuerpos de 272 mineros no identificados. Un monumento conmemorativo fue edificado ahí; otro rememora la catástrofe en el pueblo vecino de Fouquières-lès-Lens erigido el 4 de febrero de 1971. En ocasión del centésimo aniversario de la catástrofe de 1906, la Comunidad de Lens-Levin organizó una travesía denominada «parcours des rescapés» entre la necrópolis y el emplazamiento del antiguo pozo 2 de Billy-Montigny, en donde 13 sobrevivientes lograron escapar a la tragedia.